# Qoros 5
Le Qoros 5 est un modèle de SUV compact produit par le constructeur automobile chinois Qoros.

## Histoire
Le Qoros 5 est le second modèle d'automobile du constructeur chinois Qoros Auto, détenu conjointement (50%-50%) par Kenon Holdings et la société chinoise Chery Automobile Company. Le SUV cinq portes a été lancé au salon de l'automobile de Guangzhou en novembre 2015. Les ventes ont commencé en Chine au premier trimestre de 2016 pour 150 000 yuans, une version européenne était de prévue en 2017.

## Motorisation
Le Qoros 5 a été lancé avec un moteur à essence turbocompressé quatre cylindres de 1,6 litre partagé avec le Qoros 3, produisant 154 chevaux et 230 N m de couple,.

## Ventes
Au cours de sa première année de vente, le Qoros 5 représentait 45 % des modèles vendus par la société, avec près de 11 000 vendus en 2016.